# Kayla Canett

a Compétitions nationales et continentales officielles uniquement.

b Matchs officiels uniquement.
Dernière mise à jour le 5 novembre 2024.
Kayla Canett, née le 29 avril 1998 à San Diego (États-Unis), est une joueuse internationale américaine de rugby à XV et internationale de rugby à sept.

## Biographie
Kayla Canett naît le 29 avril 1998 à San Diego en Californie aux États-Unis.
Avec l'équipe des États-Unis de rugby à sept, elle remporte la médaille de bronze du tournoi féminin des Jeux olympiques d'été de 2024 organisés à Paris.